# Saint-Martin-d’Audouville
Saint-Martin-d’Audouville ist eine französische Gemeinde mit 153 Einwohnern (Stand 1. Januar 2022) im Département Manche in der Region Normandie. Sie gehört zum Arrondissement Cherbourg und zum Kanton Valognes. 
Sie liegt auf der Halbinsel Cotentin und grenzt im Norden an Octeville-l’Avenel, im Osten an Lestre, im Süden an Vaudreville und im Westen an Saint-Germain-de-Tournebut. 

## Bevölkerungsentwicklung
| Jahr      | 1962 | 1968 | 1975 | 1982 | 1990 | 1999 | 2008 | 2015 |
| --------- | ---- | ---- | ---- | ---- | ---- | ---- | ---- | ---- |
| Einwohner | 169  | 145  | 110  | 119  | 117  | 130  | 116  | 134  |

## Sehenswürdigkeiten

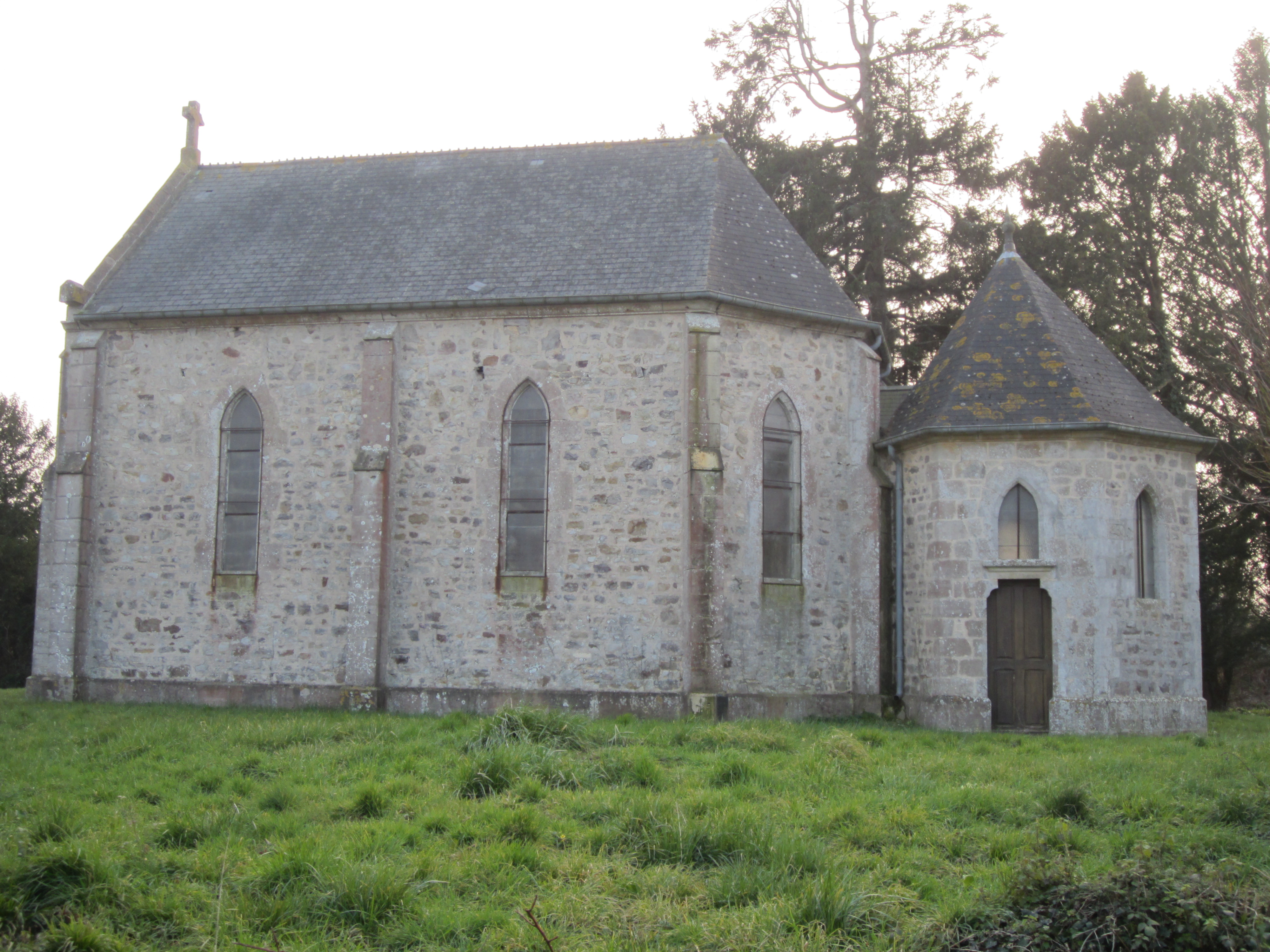
Kapelle Notre-Dame-de-Lourdes-de-la-Cavée
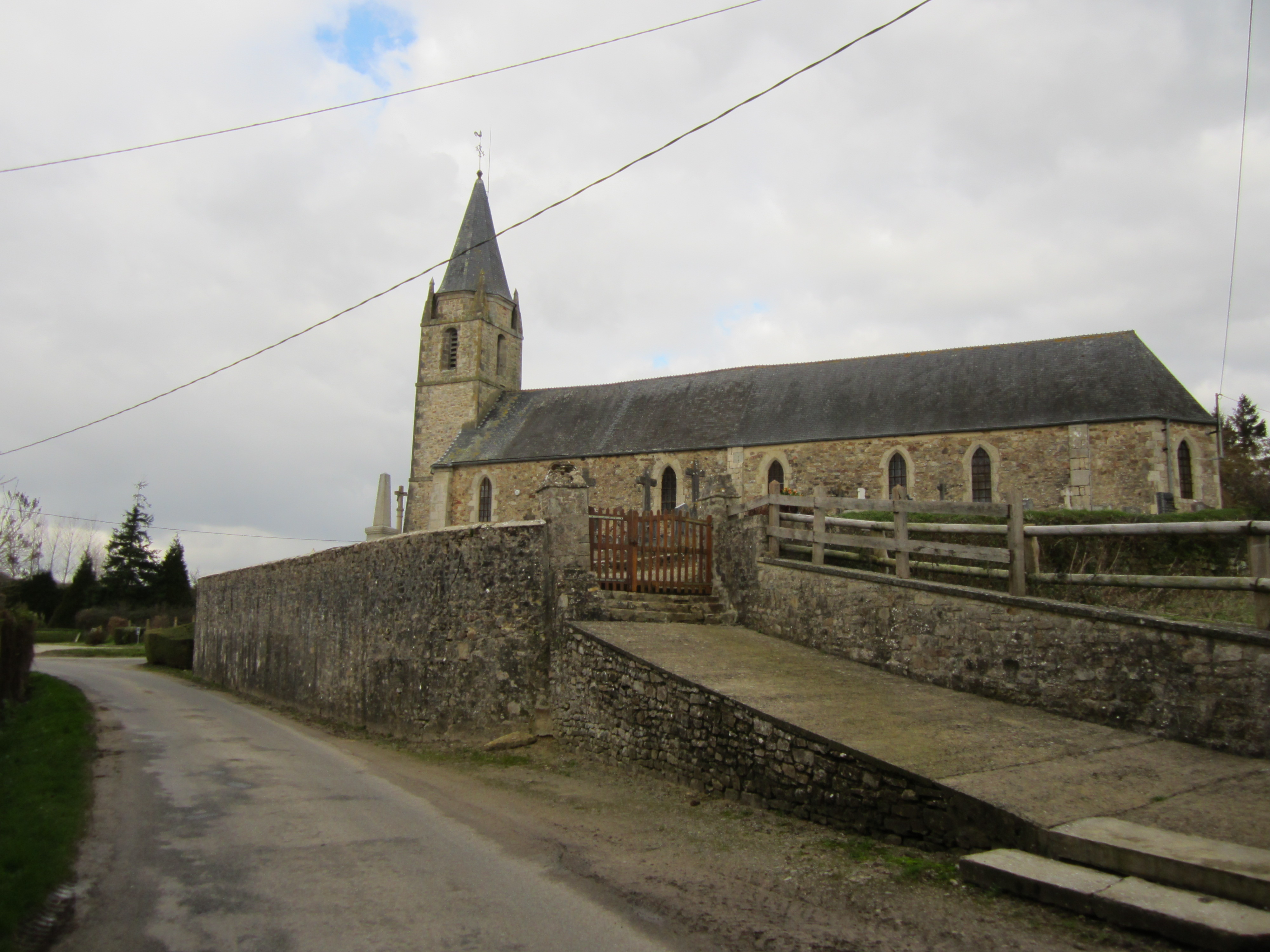
Kirche Sainte-Marie
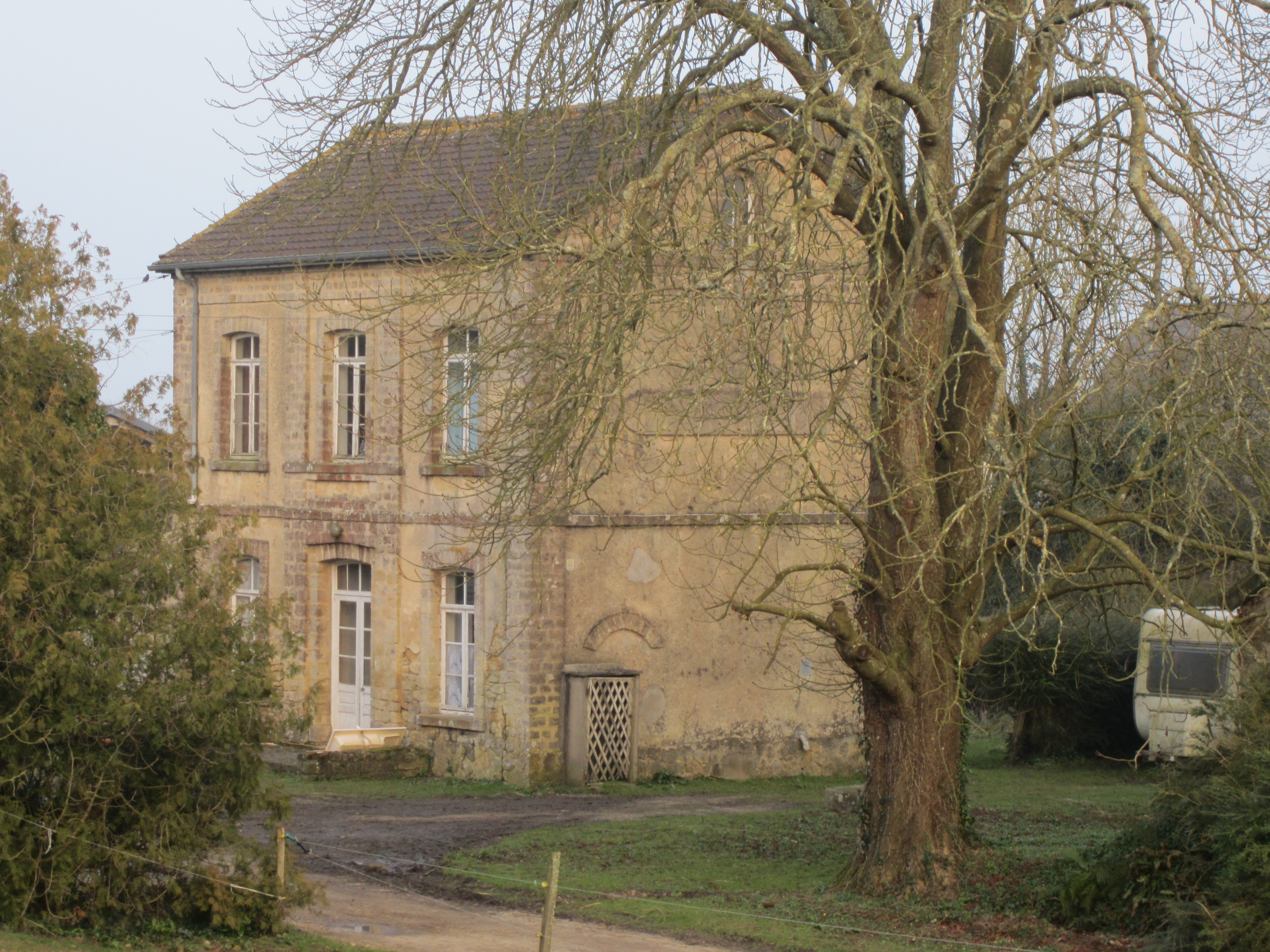
Ehemaliges Bahnhofsgebäude

- Kapelle Notre-Dame-de-Lourdes-de-la-Cavée
- Kirche Sainte-Marie
- Ehemaliges Bahnhofsgebäude